# Beni Bu Frah
Beni Bu Frah  (en árabe: بني بوفراح‎, en lenguas bereberes: ⴱⵏⵉ ⴱⵓⴼⵔⴰⵃ, en francés: Beni Boufrah) es un municipio marroquí en la región de Tánger-Tetuán-Alhucemas. La comuna es hogar de una población mayoritariamente bereber, que habla el idioma rifeño (tamazight) como lengua principal, además del árabe. Desde 1912 hasta 1956 perteneció a la zona norte del Protectorado español de Marruecos. 
Conocido por sus playas, Cala Iris y Torres de Alcalá, donde se sitúa un gran foco de turismo para presenciar la joya arquitectual única, de gran valor patrimonial e histórico.
Beni Boufrah se mantiene como un ejemplo vivo de la riqueza cultural y natural del Rif, una región de gran importancia histórica y geográfica en Marruecos. 
Esta región, como muchas otras en el Rif, ha desempeñado un papel histórico importante en movimientos sociales y culturales, reflejando la resistencia y la identidad de sus habitantes. Beni Boufrah es un lugar donde la tradición bereber se mantiene viva y es un punto de interés para quienes desean explorar el Marruecos rural y auténtico.